# 21 ق هـ
21 ق هـ هي السنة الحادية والعشرون السابقة للهجرة النبوية، وهي توافق ما بين سنتي 601 و602 حسب التقويم الميلادي، أي أنها بدأت في سنة 601م وانتهت في سنة 602م.